# Тальский сельсовет (Емельяновский район)
Тальский сельсовет — сельское поселение в Емельяновском районе Красноярского края.
Административный центр - село Талое.

## Население
| 2010 | 2012 | 2013 | 2014 | 2015 | 2016 | 2017 |
| ---- | ---- | ---- | ---- | ---- | ---- | ---- |
| 885  | ↘869 | ↘856 | ↘849 | ↘822 | ↘806 | ↘781 |

## Состав сельского поселения
В состав сельского поселения входят 5 населённых пунктов:
| № | Населённый пункт | Тип населённого пункта       | Население |
| - | ---------------- | ---------------------------- | --------- |
| 1 | Булановка        | деревня                      | 38        |
| 2 | Красное Знамя    | деревня                      | 10        |
| 3 | Медведа          | деревня                      | 57        |
| 4 | Покровка         | деревня                      | 8         |
| 5 | Талое            | село, административный центр | 772       |

## Местное самоуправление
Тальский сельский Совет депутатов
Дата избрания13.09.2015. Срок полномочий: 5 лет. Количество депутатов: 7
Глава муниципального образования
- Стерехов Василий Геннадьевич. Дата избрания: 08.10.2015. Срок полномочий: 5 лет